# غار تنگ خشک سیوند ۲
غار تنگ خشک سیوند ۲ مربوط به دوران پارینه‌سنگی جدید - دوران فرادیرینه‌سنگی است و در شهرستان پاسارگاد، بخش مرکزی، دهستان کمین، غرب روستای قوام آباد، دره جنوبی تنگ خشک سیوند واقع شده و این اثر در تاریخ ۳۰ بهمن ۱۳۸۶ با شمارهٔ ثبت ۲۰۸۹۷ به‌عنوان یکی از آثار ملی ایران به ثبت رسیده است.